# 부바카르 쿠야테
부바카르 쿠야테(프랑스어: Boubakar Kouyaté, 1997년 4월 15일 ~ )는 말리의 축구 선수로, 현재 벨기에 프로 리그의 로열 앤트워프와 말리 축구 국가대표팀에서 센터백으로 활약하고 있다.

## 구단 경력

### 초기 경력
쿠야테는 2013년 바마코의 "에스퍼런스 풋볼 클럽 드 메딘"에서 말리 축구 3부와 2부 리그에서 선수 생활을 시작했다. 그는 보톨라에서 뛰던 모로코 클럽 KAC 마라케시와 계약했다. 지난 시즌 3위를 차지한 KAC는 2016년 CAF 컨페더레이션 컵에 진출하여 클럽은 조별 리그에 진출했다. KAC는 결선 토너먼트 진출을 놓쳤고, 그들은 보톨라에서 14위를 차지했다. 쿠야테는 조별 리그가 끝날 때 클럽을 떠났다.

### 스포르팅 CP
2016년 8월 26일, 쿠야테는 포르투갈 클럽 스포르팅 CP와 계약을 맺고 B-팀에 배정되었다. 그는 9월 11일 바르징과의 경기에서 리가 프로 데뷔 전을 치렀다. 쿠야테는 첫 시즌에 32번의 선발 출전을 했고, 수비수에서 이바닐두 페르난데스와 함께 뛰었고, 클럽은 14위를 기록했다.
쿠야테는 2017년 10월 12일 ARC 올레이로스와의 타사 드 포르투갈 경기에서 처음으로 성인 경기일 스쿼드에 포함되었다. 그는 2017-18 리가 프로에서 리저브 팀으로 12경기에 출전했지만, 2018년 2월 4일 코바 다 피에데와의 경기에서 부상을 당해 남은 시즌을 뛰지 못했다. 스포르팅 B는 18위로 시즌을 마쳤고 강등되었다. 리저브 클럽은 3부 리그에서 뛰는 것보다 포르투갈의 새로운 23세 이하 대회에 참가하는 것을 선호하면서 시즌 후 해체되었다. 쿠야테는 이적 당시 리가 리베라소에서 U-23 팀과 함께 18경기에 출전했다.

### 트루아
2019년 1월, 쿠야테는 루이 알메이다가 영입한 프랑스 2부 리그 리그 2의 트루아와 3.5년 계약을 체결했다. 그의 데뷔 전은 2월 1일 메스와 1-1로 비긴 경기의 마지막 몇 분을 소화했다. 그의 완전한 데뷔 전은 2주 후 니오르 원정에서 오른쪽 수비수 제레미 코르도발과 교체되어 나왔다. 쿠야테는 다음 5경기에 선발로 출전했는데, 마지막 2경기는 3번 백 오른쪽에 있만, 3월 15일 소쇼를 상대로 하프타임에 중단되었다. 그는 5월 10일 2-4로 이긴 클레르몽과의 경기에서 클럽에서의 첫 골을 기록할 때까지 더 이상 선발 출전하지 않았다. 그가 영입할 당시 10위였던 트루아는 마지막 경기일까지 자동 승격을 다투고 있었다. 트루아는 승격 플레이오프 준결승전에서 랑스에게 패했고, 쿠야테는 첫 시즌을 12경기에 출전했다. 시즌 후, 알메이다는 캉으로 떠났다.
쿠야테는 8월 9일, 2-1로 패한 쿠프 드 라 리그에서 랑스와의 첫 시즌 데뷔 전에서 첫 골을 넣었고, 리그 2에서의 다음 두 경기에서도 득점을 기록했다. 코우야테는 대부분의 출전 경기를 로랑 바틀레스 감독이 선호하는 백 3번 오른쪽에서 뛰었는데, 시즌 전반에 리그에서 치른 14경기 중 14경기를 선발로 출전해 5골을 넣었는데, 이는 그를 클럽 최고 골잡이로 만들기에 충분했다. 그는 트루아의 첫 두 경기를 휴식기에 시작했지만, 1월 27일 르아브르와의 경기에서 부상을 당했다. 쿠야테는 그 시즌에 한 경기만 더 출전했는데, 추가 시간을 위해 파리 FC와의 경기에 출전했다가 프랑스에서 코로나19 범유행으로 시즌이 취소되기 전이었다. 쿠야테는 클럽 최고 골잡이로 시즌을 마쳤고, 트로예스는 승격 플레이오프가 취소된 후 리그 1 승격에서 승점 2점 더 떨어진 4위로 시즌을 마쳤다. 시즌 동안 보여준 활약으로 쿠야테는 리그 2의 레키프 소속으로 이번 시즌 벤치를 지켰다. 시즌 후, 쿠야테는 잉글랜드 클럽 노팅엄 포레스트의 관심을 끌었다고 보도되었다.

### 메스
2020년 8월 25일, 쿠야테는 메스와 2024년까지 계약을 맺었다.

### 몽펠리에
2023년 1월 20일, 쿠야테는 리그 1의 몽펠리에에 입단하였고, 이적료는 600만 유로로 보고되었다.

## 국가대표팀 경력
쿠야테는 2015년 FIFA U-20 월드컵 준결승전에 진출한 말리 축구 국가대표팀의 일원이었다.
쿠야테는 2017년 9월 모로코와의 월드컵 예선 경기를 위해 처음으로 성인 국가대표팀에 차출되었다. 그는 2019년 3월 26일 세네갈과의 친선 경기에서 말리 국가대표팀에 데뷔했다. 쿠야테는 2019년 아프리카 네이션스컵 말리 대표팀에 포함되었다. 말리는 조별 리그에서 이겼지만 16강에서 코트디부아르에 졌고, 쿠야테는 앙골라와의 조별 리그 마지막 경기를 시작했다.